# Journal of Health Science
Das Journal of Health Science, abgekürzt J. Health Sci., war eine wissenschaftliche Fachzeitschrift, die von der japanischen Pharmaceutical Society veröffentlicht wurde. Die Zeitschrift wurde 1953 unter dem Namen Eisei-kagaku gegründet und änderte ihn 1999 in Journal of Health Science. Laut Website erschien die letzte Ausgabe der Zeitschrift im Dezember 2011. Es wurden Arbeiten aus allen Bereichen der chemischen Toxikologie veröffentlicht.
Der Impact Factor wurde letztmals im Jahr 2012 ermittelt und lag bei 0,796. Nach der Statistik des ISI Web of Knowledge wurde das Journal mit diesem Impact Factor in der Kategorie Toxikologie an 77. Stelle von 85 Zeitschriften geführt.